# Erreur tragique
Pour plus de détails, voir Fiche technique et Distribution.
Erreur tragique est un film muet français réalisé par Louis Feuillade sorti en 1913.

## Synopsis
Un aristocrate est pris de jalousie meurtrière après avoir vu par hasard sa jeune épouse dans un film avec un autre homme [..]

## Fiche technique
- Scénario : Louis Feuillade
- Société de production : Société des Établissements L. Gaumont
- Format : Muet - Noir et blanc - 1,33:1 - 35 mm
- Genre : Drame
- Durée : 24 minutes
- Date de sortie : 
  - France : 24 janvier 1913

## Distribution
- René Navarre : René de Romiguières
- Suzanne Grandais : Suzanne de Romiguières
- Ernest Bourbon : Onésime
- Paul Manson
- Marie Dorly : la gouvernante